# Kilmar Campos
Kilmar Campos (Maturín, 22 de junio de 1963) es un deportista venezolano que compitió en judo. Ganó una medalla de bronce en los Juegos Panamericanos de 1987 y una medalla de bronce en el Campeonato Panamericano de Judo de 1992.

## Palmarés internacional
| Juegos Panamericanos    | Juegos Panamericanos          | Juegos Panamericanos | Juegos Panamericanos |
| Año                     | Lugar                         | Medalla              | Categoría            |
| ----------------------- | ----------------------------- | -------------------- | -------------------- |
| 1987                    | Indianápolis (Estados Unidos) | Medalla de bronce    | –78 kg               |
| Campeonato Panamericano |                               |                      |                      |
| Año                     | Lugar                         | Medalla              | Categoría            |
| 1992                    | Hamilton (Canadá)             | Medalla de bronce    | –78 kg               |